# Samsung Galaxy S4 mini
A Samsung GT-I9195 Galaxy S4 mini egy androidos mobiltelefon (okostelefon), amelyet a Samsung 2013 júliusában jelentett be. Az Android 4.2.2-es verzióját tartalmazza. A telefon 1,7GHz-es Dual Core processzorral, 8 GB belső memóriával, 4,3 hüvelykes, 540x960 pixeles Super AMOLED kijelzővel, kapacitív érintőkijelzővel, 8 megapixeles kamerával, továbbá egy előre néző 2 megapixeles kamerával rendelkezik.

## Processzorok
A Samsung Galaxy S4 minit jelenleg Qualcomm Snapdragon 400 SoC-val (system on a Chip) szerelik, mely az Adreno 305 GPU-ját használja.

## Memória
A készülékben 1,5 GB RAM és 8 GB belső tárhely kapott helyet. A tárhely microSD-vel akár további 64 GB-tal is bővíthető.

## Képernyő
A Samsung Galaxy S4 mini 4,3 hüvelykes, Gorilla glass (egy speciális repedés- és karcolásmentes anyag) borított Super AMOLED qHD érintőképernyővel rendelkezik.

## Külső hivatkozások
- samsung.com
- mobilarena.hu